# Боровец
Боровец (буг. Боровец), познат и као Чамкорија (Чамкория) до средине 20. века, је популарно бугарско планинско одмаралиште у Софијској области, на северним падинама планине Рила, на надморској висини од 1350 метара. Боровец је удаљен 10 км од Самокова, 73 км од Софије и 125 км од Пловдива.

## Историја
Боровец је најстарији зимски центар у Бугарској са историјом која датира од 1896. године. Боровец је првобитно основан крајем 19. века као ловиште за бугарске краљеве. Боровец се постепено развио у модерно скијалиште са хотелима, ресторанима, баровима и мрежом ски-стаза и жичара дуж падина планине Рила, пружајући читав низ зимских спортова. Одмаралиште је било два пута домаћин Светског купа у алпском скијању(1981. и 1984. године), док је стаза за биатлон једна од најбољих на свету.

## Супер Боровец
Пројекат Супер Боровец је један од највећих и најскупљих инвестиционих и развојних пројеката у бугарској историји. План је да се град Боровец прошири до оближњих градова Самокова и Белог Искара. Одмаралиште ће бити подељено на три нивоа:
Ниво 1 или Нижи Боровец: Пројекат градње надомак Самокова, ова област ће послужити за туристе мање платежне моћи, али ће имати добре везе и превоз са Боровцем и главним скијалиштем. Овај пројекат ће обезбедити око 5.000 хотелских соба.
Ниво 2 или Боровец: Састоји се од постојећег Боровеца који ће бити реновиран и преуређен. Ово ће обезбедити око 10.000 хотелских соба (приближно што Боровец тренутно пружа) и остаће главни смештајни центар.
Ниво 3 или Супер Боровец: Ово ће задовољити оне који траже хотел са пет звездица и луксузно искуство, а за то ће бити обезбеђено више од 2.500 хотелских соба.
Садашњи план од стране архитеката (тренутно је предмет испитивања еколошке прихватљивости) јесте проширење броја стаза изградњом 19 нових стаза, што доводи укупно скијашко подручје на око 90 км. Такође изградиће се и 12 нових жичара. Једна од њих биће вишестанична гондола која ће повезивати Боровец са Самоковим што ће омогућавати скијашима брз приступ падинама из Нижег Боровеца.
Пројекат је покренут 2004. године и требало би да буде завршен до 2009. године, међутим неколико одлагања је одложило план изградње. Пројекат је добио одобрење у октобру 2007. године, усред противљења од стране еколога. Међутим, до фебруара 2010. године, пројекат није покренут јер је запао у финансијске проблеме као резултат финансијске кризе крајем 2000-их, а подржаваоци пројекта који су порицали тај рад поново су започели, а порески пројектори су одбијали да поново покрену пројекат.

## Клима
| Показатељ \ Месец      | .Јан.       | .Феб.       | .Мар.       | .Апр.      | .Мај.       | .Јун.       | .Јул.       | .Авг.       | .Сеп.       | .Окт.       | .Нов.       | .Дец.       | .Год.       |
| ---------------------- | ----------- | ----------- | ----------- | ---------- | ----------- | ----------- | ----------- | ----------- | ----------- | ----------- | ----------- | ----------- | ----------- |
| Максимум, °C (°F)      | 0,6 (33,1)  | 2,2 (36)    | 5,4 (41,7)  | 11,1 (52)  | 16,2 (61,2) | 19,6 (67,3) | 22,1 (71,8) | 22,3 (72,1) | 17,9 (64,2) | 12,6 (54,7) | 7,3 (45,1)  | 2,6 (36,7)  | 11,7 (53,1) |
| Просек, °C (°F)        | −3,8 (25,2) | −2,5 (27,5) | 0,7 (33,3)  | 6,1 (43)   | 11,0 (51,8) | 14,9 (58,8) | 16,8 (62,2) | 16,8 (62,2) | 12,5 (54,5) | 7,9 (46,2)  | 2,6 (36,7)  | −2,1 (28,2) | 6,8 (44,2)  |
| Минимум, °C (°F)       | −7,1 (19,2) | −6,2 (20,8) | −3,1 (26,4) | 1,2 (34,2) | 5,7 (42,3)  | 9,1 (48,4)  | 10,4 (50,7) | 10,2 (50,4) | 7,0 (44,6)  | 3,1 (37,6)  | −1,2 (29,8) | −5,7 (21,7) | 2,0 (35,6)  |
| Количина кише, mm (in) | 59 (2,32)   | 53 (2,09)   | 62 (2,44)   | 82 (3,23)  | 114 (4,49)  | 121 (4,76)  | 91 (3,58)   | 62 (2,44)   | 56 (2,2)    | 68 (2,68)   | 67 (2,64)   | 60 (2,36)   | 895 (35,24) |
| Извор: Stringmeteo.com |             |             |             |            |             |             |             |             |             |             |             |             |             |

## Зимски спортови
Скијалиште је на надморској висини од 1350 m. 58 км обележених стаза покрива северне падине до надморске висине од 2560 м, са мањим стазама које се завршавају у близини хотела.

### Скијање низбрдо
Боровец Ски низбрдица
| Ски стаза           | Тежина         | Дужина (m) | Нагиб (m) |
| Ситњаково ски стаза | зелена и плава | 6000       | 0         |
| Ситњаково 1a        | плава          | 5800       | 400       |
| Мартинови бараки 5  | зелена         | 5000       | 0         |
| Ситњаково 1б        | црвена         | 4000       | 230       |
| Ситњаково 2         | црвена         | 4000       | 250       |
| Јастребец 1         | црна           | 2300       | 860       |
| Јастребец 2         | црвена         | 3000       | 650       |
| Јастребец 3         | црвена         | 2350       | 617       |
| Маркујик 2A         | црвена         | 1300       | 280       |
| Мартинови бараки 3  | црвена         | 1260       | 320       |
| Маркујик 3          | црвена         | 1240       | 390       |
| Мартинови бараки 4  | црна           | 1240       | 302       |
| Маркујик 1          | црвена         | 1220       | 220       |
| Мартинови бараки 1  | црна           | 1160       | 340       |
| Мартинови бараки 2  | црвена         | 1160       | 280       |
| Ситњаково 3         | црвена         | 1000       | 220       |
| Лавината            | црна           | 830        | 0         |
| Јастребец           | црна           | 800        | 0         |
| Маркујик            | зелена         | 600        | 0         |
| Боровец             | крос терен     | 0          | 0         |

### Школа скијања
Једна од главних атракција Бугарске, а нарочито Боровеца је високи стандард обуке скијања који је доступан по много нижој цени него што је то уобичајено у скијалиштима западне Европе.
Обука је подељена на 5 различитих нивоа према степену вештина појединца. Обука може бити групна или појединачна (на посебан захтев), и траје од 3 до 12 дана. Постоји и скијашки вртић за децу од 4 до 8 година који је отворен цео дан.